# Lottie Blackford
Lottie Blackford foi uma atriz britânica da era do cinema mudo.

## Filmografia selecionada
- Rock of Ages (1918)
- The Knave of Hearts (1919)
- Tilly of Bloomsbury (1921)
- The School for Scandal (1923)
- The Dawn of Truth (1920)
- The Narrow Valley (1921)